# Samsung Galaxy Z Fold 6 et Z Flip 6
Les Samsung Galaxy Z Fold 6, Samsung Galaxy Z Flip 6 et Samsung Galaxy Z Fold SE sont trois smartphones pliants Android produits par la société Samsung Electronics. Ils font partie de la série haut de gamme des Galaxy Z et succèdent aux Galaxy Z Fold 5 et Galaxy Z Flip 5,.
Le premier modèle est une tablette qui peut être pliée et devenir un smartphone, tandis que le second est un téléphone à clapet.

## Caractéristiques
Le Galaxy Z Flip 6 comprends le processeur Snapdragon 8 Gen 3 de Qualcomm. 
Le taux de rafraîchissement de  l'écran principal est de 1 à 120 Hz et celui de l'écran externe de 60 Hz. La dalle interne et externe AMOLED. 
Le module photo externe comprends 1 caméra de 50 Mpx (f1.8, f2.2) et 1 caméra de 12 Mpx, la caméra selfie est de 10 Mpx (f/2.2). La lecture vidéo enregistre en UHD 4K (3840 x 2160) 60fps. 
Le stockage du téléphone est proposé en 256 Go et 512 Go et comprends 12 Go de RAM avec une batterie de 4 000 mAh.
A sa sortie en juillet 2024, le téléphone est au prix de 1 199 € pour la version à 256 Go et 1 399 € pour la version à 512 Go.
Aussi comme sur le Galaxy ZFlip 5, le retour caméra de l'objectif 50 Mpx de l'écran externe permet de prendre des selfies lorsque le téléphone est fermé.
Le Z Fold peut être plié pour passer d'un format tablette à un format smartphone.
Le 21 octobre 2024, une variante plus fine et plus légère, dénommée Z Fold SE, est annoncée,.

## Galerie

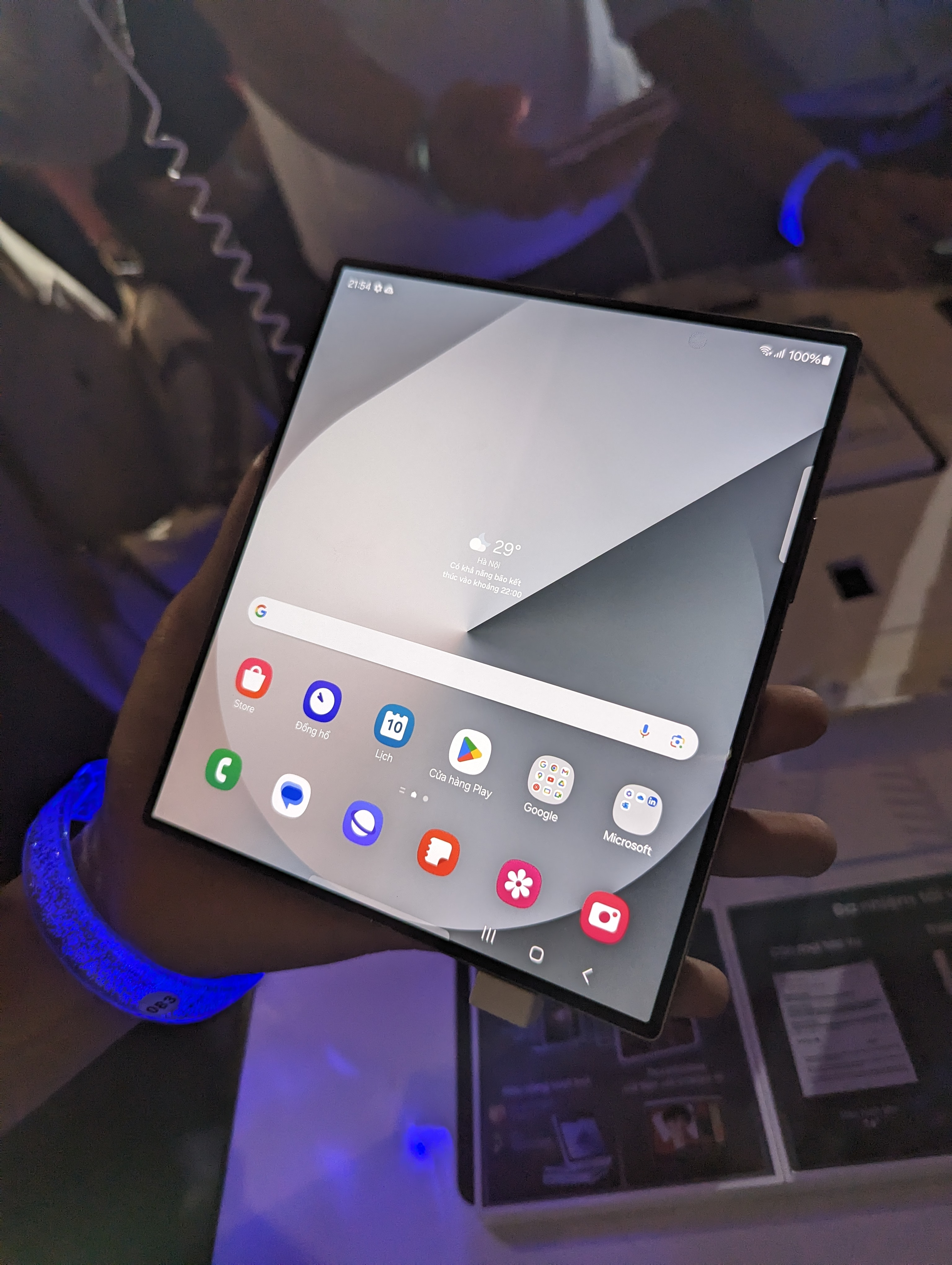
Le Samsung Galaxy Z Fold 6.
Logo du Samsung Galaxy Z Fold 6.